# هوش غومي
هوش غومي (بالإنجليزية: Höch Gumme)‏ هو أحد جبال سلسلة جبال الألب إيمينتال وجزء من القمة الأم Arnihaagen (2,212 m) يقع في كانتون أوبفالدن وكانتون برن، سويسرا. يبلغ ارتفاع الجبل حوالي 2205 متر، بينما يبلغ ارتفاع نتوء الجبل 140 متر.